# 旧金山国立海事历史公园
旧金山国立海事历史公园（San Francisco Maritime National Historical Park）位于美国加州旧金山，包括一批历史船只、游客中心、海事博物馆和图书馆/研究设施。公园原名"旧金山海事博物馆"，1978年藏品被国家公园管理局收购时改名。今天的旧金山国立海事历史公园于1988年获得批准，海事博物馆是公园众多的文化资源之一。公园还包括水上公园历史区（Aquatic Park Historic District），以范尼斯大道、波尔克街和海德街为界。

## 位置
游客中心、海德街码头和海洋博物馆都位于海德街，渔人码头区的西端。公园总部和海洋研究中心位于向西步行10分钟的梅森堡（Fort Mason）。

## 历史船队
旧金山国立海事历史公园的历史船队（1886-1914）停泊在公园的海德街码头。舰队还包括一百多艘小型舰艇。

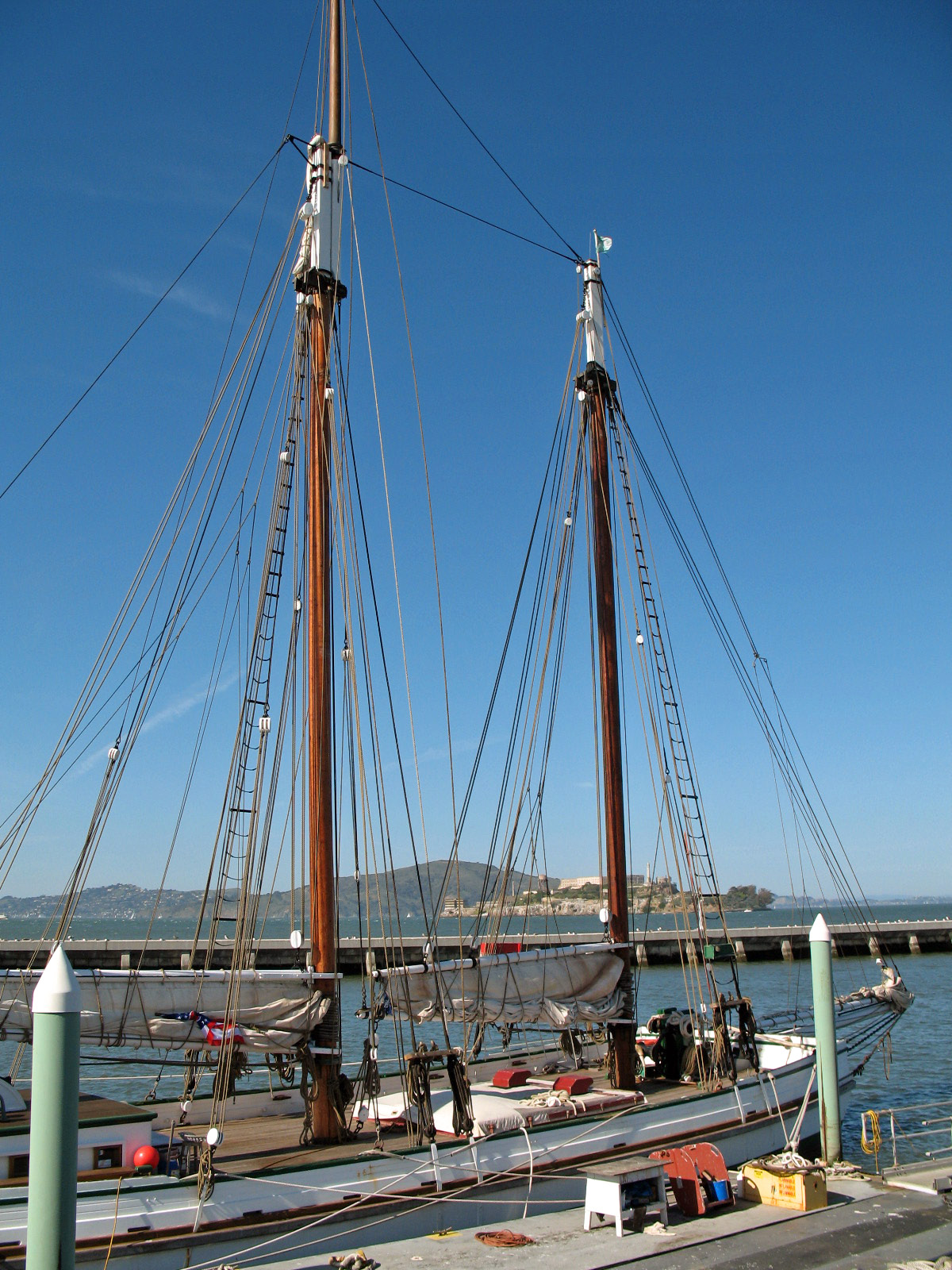
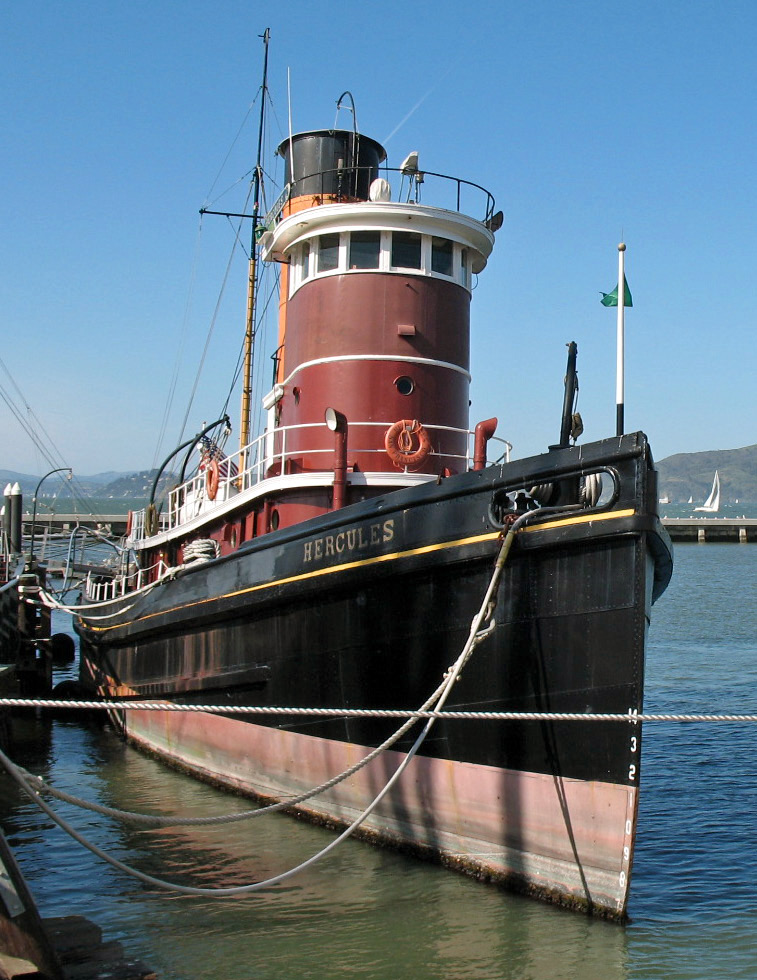
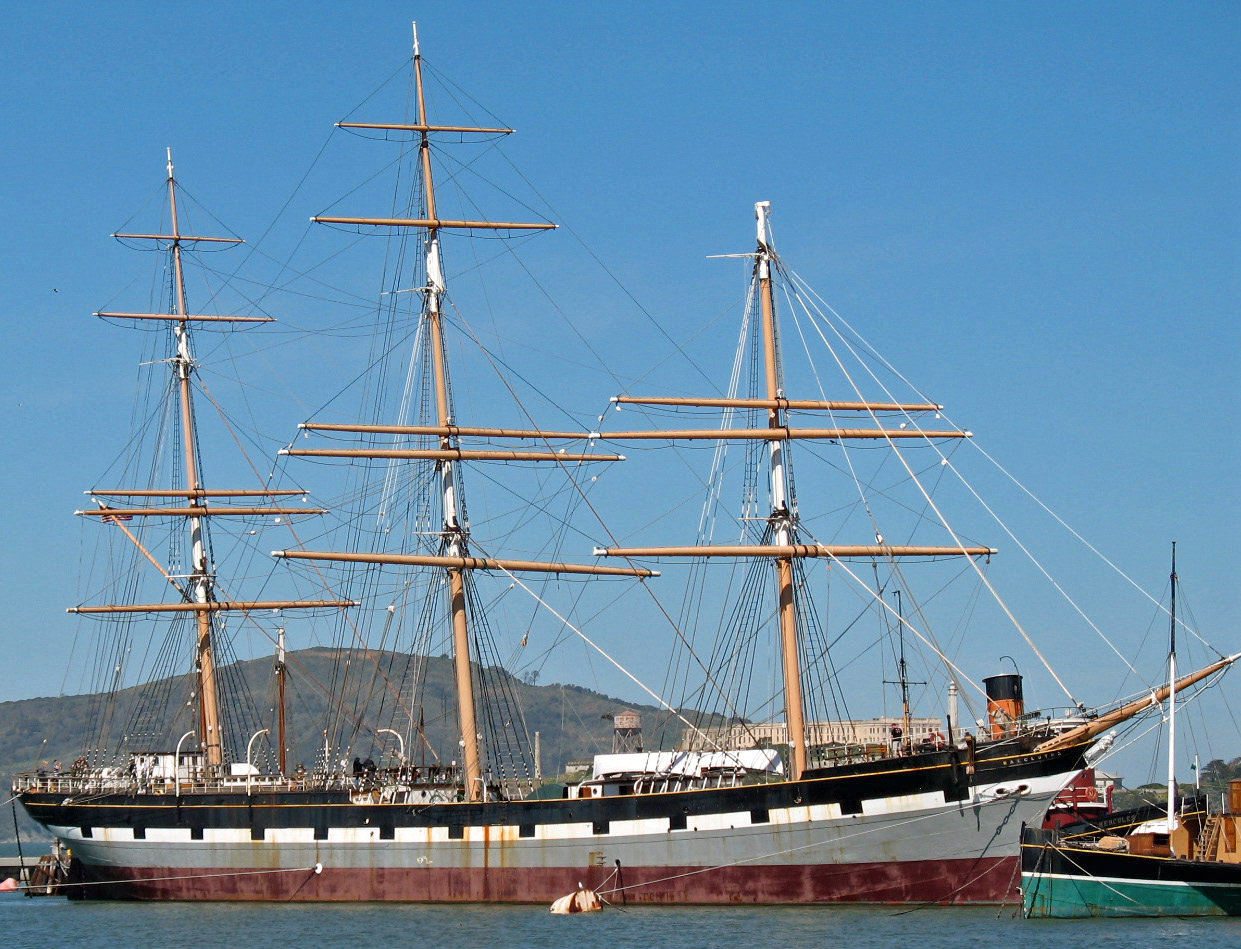
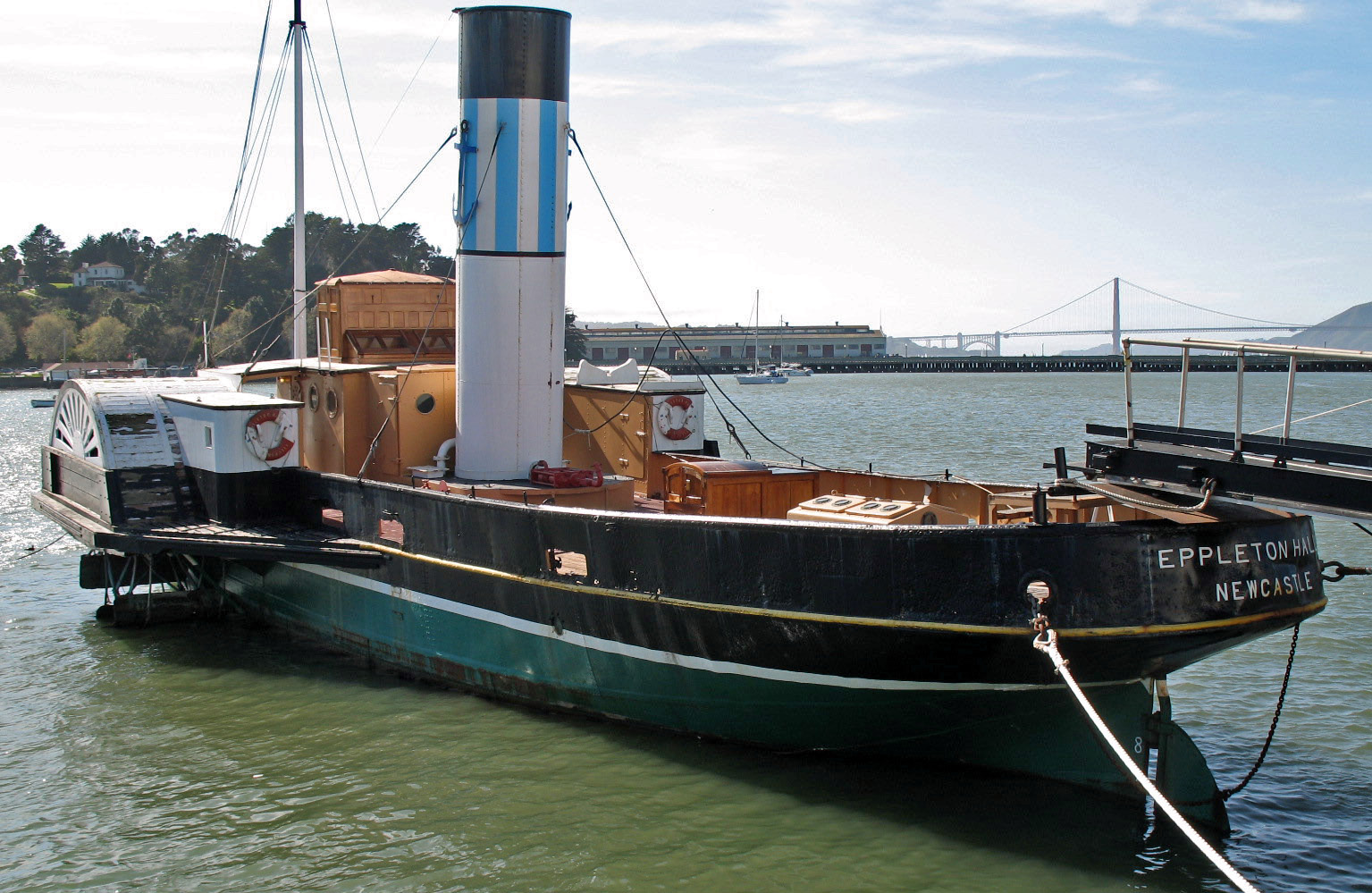
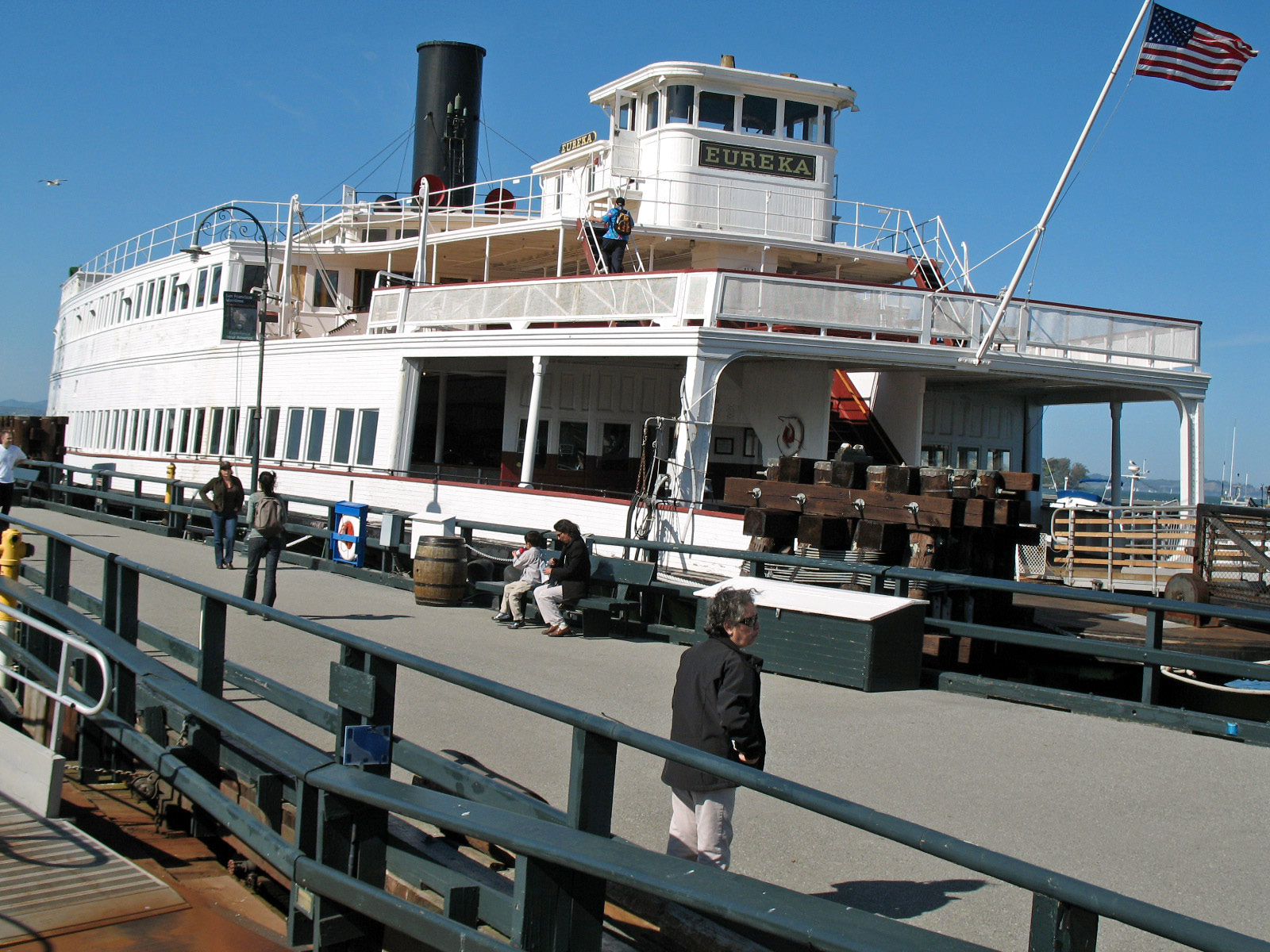
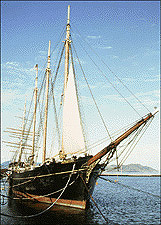

## 访客中心
游客中心位于海德街和杰斐逊街的拐角处，建于1909年的海滨仓库内。这座四层砖砌建筑于1974年被旧金山市宣布为历史地标，1975年又列入国家史迹名录。内部展示菲涅尔灯塔镜头和一艘沉船，讲述了旧金山丰富多彩的海洋遗产。游客中心还设有剧院和咨询台。

## 海事博物馆

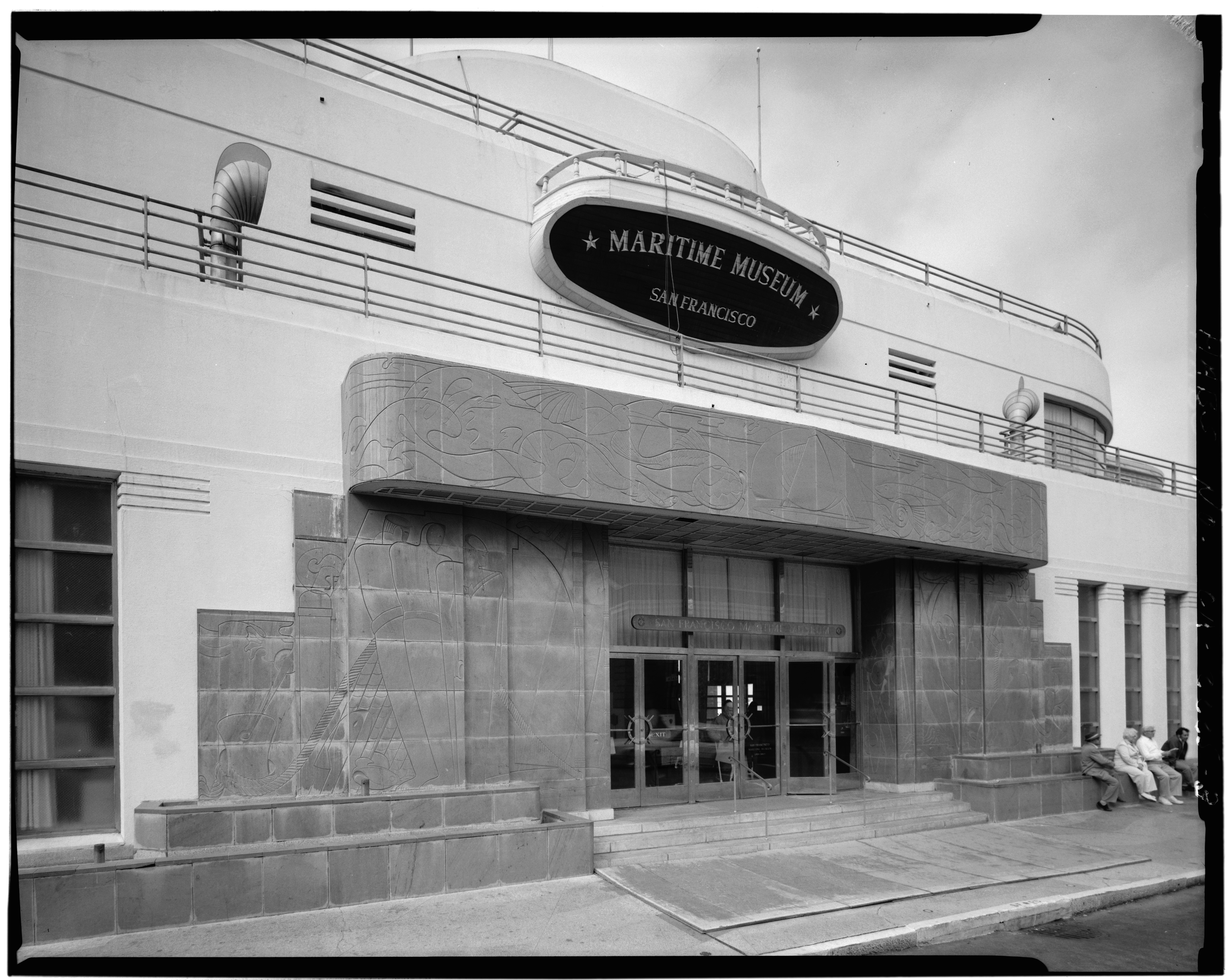
水上公园浴场

海事博物馆设于波尔克街的一座现代建筑中。该建筑是水上公园历史区的中心，已列为国家历史地标，距离游客中心和海德街码头有一分钟的步行路程。该建筑始建于1936年，原为公共浴场，内部装饰有梦幻般的彩色壁画，主要由艺术家和色彩理论家希莱尔·希勒创作。建筑师是小威廉·穆瑟和威廉·穆瑟三世。 

## 海事研究中心
海事研究中心是旧金山和太平洋沿岸海洋历史的首要资源。这些藏品起源于1939年,已成为西海岸最大的海洋收藏和国家公园管理局最大的博物馆和研究收藏。

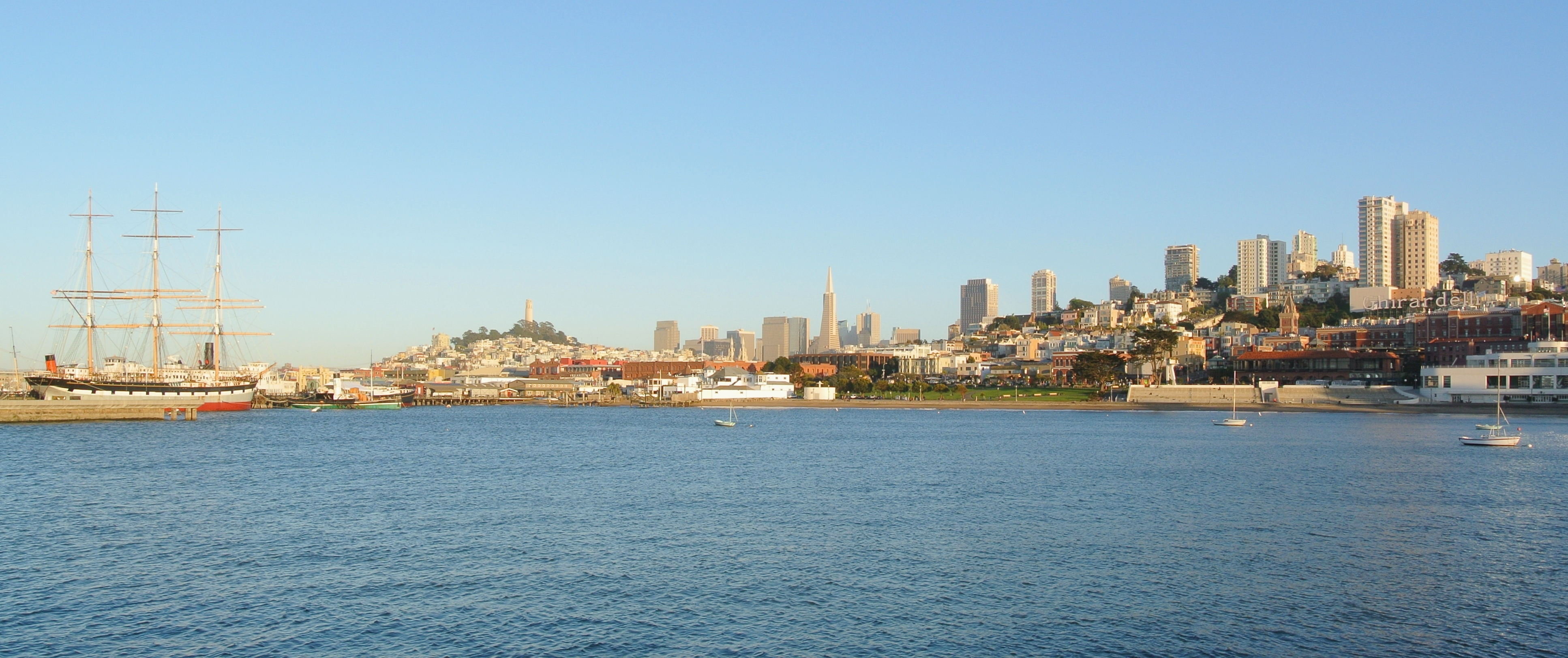

藏品包括:
• 35,000 种出版书目
• 500,000 张照片
• 7,000 件档案和手稿
• 150,000 幅海军建筑和海洋工程图纸
• 3,000 张地图和图表
• 150,000 英尺的电影和视频
• 6,000 件历史考古文物
• 2,500件美术品
• 40,000 个历史物品
• 100艘小型工艺
• 50,000 件传记
• 600 个口述历史记录和录音